# Lista vicepreședinților Statelor Unite ale Americii

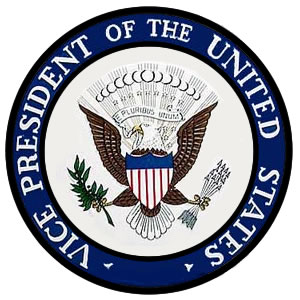
Sigilul oficial al Vicepreședintelui Statelor Unite ale Americii

Acest articol este o listă a tuturor vicepreședinților Statelor Unite ale Americii. 
Înainte de adoptarea celui de-al 20-lea amendament al Constituției Statelor Unite ale Americii, în 1933, mandatele prezidențiale și cele viceprezidențiale începeau la orele 00:00:00 ale zilei de 4 martie a anului următor alegerilor prezidențiale și se încheiau după patru ani, în ziua de 3 martie la orele 23:59:59. 
Începând cu primele alegeri prezidențiale după adoptarea celui de-al 20-lea amendament al Constituției SUA, cele din noiembrie 1935, mandatele prezidențiale și cele viceprezidențiale încep exact la prânz în ziua de 20 ianuarie a anului următor (la orele 12:00:00) și se încheie peste exact patru ani, în aceeași zi de 20 ianuarie, cu o secundă înainte de miezul zilei (orele 11:59:59). 
Înainte de ratificarea celui de-al 25-lea amendament al Constituției Statelor Unite ale Americii, în 1967, nu exista nici o dispoziție legală de a realege un vicepreședinte în cazul vacanței postului.  Ca atare, poziția a rămas descoperită de 16 ori în decursul istoriei funcției până la următoarele alegeri și a ceremoniei de inaugurare a noilor aleși președinte și vicepreședinte.  
După adoptarea celui de-al 25-lea amendament al Constituției Statelor Unite ale Americii, funcția a fost vacantă de două ori, termenul de așteptare fiind doar durata de timp dintre propunerea și confirmarea persoanei propuse de către cele două camere (Senate și House of Representatives) reunite ale parlamentului bicameral american, Congress-ul Statelor Unite ale Americii.  
| #      | Nume                  | Stat de origine | Început mandat     | Terminat mandat    | Partid              | Președinte (ți)                |
| ------ | --------------------- | --------------- | ------------------ | ------------------ | ------------------- | ------------------------------ |
| 1      | John Adams            | Massachusetts   | 21 aprilie 1789    | 3 martie 1797      | Federalist          | George Washington              |
| 2      | Thomas Jefferson      | Virginia        | 4 martie 1797      | 3 martie 1801      | Democrat-Republican | John Adams                     |
| 3      | Aaron Burr            | New York        | 4 martie 1801      | 3 martie 1805      | Democrat-Republican | Thomas Jefferson               |
| 4      | George Clinton        | New York        | 4 martie 1805      | 20 aprilie 1812    | Democrat-Republican | Thomas Jefferson James Madison |
| Vacant | Vacant                | Vacant          | 20 aprilie 1812    | 3 martie 1813      |                     | James Madison                  |
| 5      | Elbridge Gerry        | Massachusetts   | 4 martie 1813      | 23 noiembrie 1814  | Democrat-Republican | James Madison                  |
| Vacant | Vacant                | Vacant          | 23 noiembrie 1814  | 3 martie 1817      |                     | James Madison                  |
| 6      | Daniel Tompkins       | New York        | 4 martie 1817      | 3 martie 1825      | Democrat-Republican | James Monroe                   |
| 7      | John Calhoun          | Carolina de Sud | 4 martie 1825      | 28 decembrie 1832  | Democrat-Republican | John Q. Adams Andrew Jackson   |
| Vacant | Vacant                | Vacant          | 28 decembrie 1832  | 3 martie 1833      |                     | Andrew Jackson                 |
| 8      | Martin Van Buren      | New York        | 4 martie 1833      | 3 martie 1837      | Democrat            | Andrew Jackson                 |
| 9      | Richard Johnson       | Kentucky        | 4 martie 1837      | 3 martie 1841      | Democrat            | Martin Van Buren               |
| 10     | John Tyler            | Virginia        | 4 martie 1841      | 4 aprilie 1841     | Whig                | William H. Harrison            |
| Vacant | Vacant                | Vacant          | 4 aprilie 1841     | 3 martie 1845      |                     | John Tyler                     |
| 11     | George Dallas         | Pennsylvania    | 4 martie 1845      | 3 martie 1849      | Democrat            | James K. Polk                  |
| 12     | Millard Fillmore      | New York        | 4 martie 1849      | 9 iulie 1850       | Whig                | Zachary Taylor                 |
| Vacant | Vacant                | Vacant          | 9 iulie 1850       | 3 martie 1853      |                     | Millard Fillmore               |
| 13     | William King          | Alabama         | 4 martie 1853      | 18 aprilie 1853    | Democrat            | Franklin Pierce                |
| Vacant | Vacant                | Vacant          | 18 aprilie 1853    | 3 martie 1857      |                     | Franklin Pierce                |
| 14     | John Breckinridge     | Kentucky        | 4 martie 1857      | 3 martie 1861      | Democrat            | James Buchanan                 |
| 15     | Hannibal Hamlin       | Maine           | 4 martie 1861      | 3 martie 1865      | Republican          | Abraham Lincoln                |
| 16     | Andrew Johnson        | Tennessee       | 4 martie 1865      | 15 aprilie 1865    | Democrat            | Abraham Lincoln                |
| Vacant | Vacant                | Vacant          | 15 aprilie 1865    | 3 martie 1869      |                     | Andrew Johnson                 |
| 17     | Schuyler Colfax       | Indiana         | 4 martie 1869      | 3 martie 1873      | Republican          | Ulysses S. Grant               |
| 18     | Henry Wilson          | Massachusetts   | 4 martie 1873      | 22 noiembrie 1875  | Republican          | Ulysses S. Grant               |
| Vacant | Vacant                | Vacant          | 22 noiembrie 1875  | 3 martie 1877      |                     | Ulysses S. Grant               |
| 19     | William Wheeler       | New York        | 4 martie 1877      | 3 martie 1881      | Republican          | Rutherford Hayes               |
| 20     | Chester A. Arthur     | New York        | 4 martie 1881      | 19 septembrie 1881 | Republican          | James Garfield                 |
| Vacant | Vacant                | Vacant          | 19 septembrie 1881 | 3 martie 1885      |                     | Chester Arthur                 |
| 21     | Thomas A. Hendricks   | Indiana         | 4 martie 1885      | 25 noiembrie 1885  | Democrat            | Grover Cleveland               |
| Vacant | Vacant                | Vacant          | 25 noiembrie 1885  | 3 martie 1889      |                     | Grover Cleveland               |
| 22     | Levi P. Morton        | New York        | 4 martie 1889      | 3 martie 1893      | Republican          | Benjamin Harrison              |
| 23     | Adlai E. Stevenson I  | Illinois        | 4 martie 1893      | 3 martie 1897      | Democrat            | Grover Cleveland               |
| 24     | Garret Hobart         | New Jersey      | 4 martie 1897      | 21 noiembrie 1899  | Republican          | William McKinley               |
| Vacant | Vacant                | Vacant          | 21 noiembrie 1899  | 3 martie 1901      |                     | William McKinley               |
| 25     | Theodore Roosevelt    | New York        | 4 martie 1901      | 14 septembrie 1901 | Republican          | William McKinley               |
| Vacant | Vacant                | Vacant          | 14 septembrie 1901 | 3 martie 1905      |                     | Theodore Roosevelt             |
| 26     | Charles W. Fairbanks  | Indiana         | 4 martie 1905      | 3 martie 1909      | Republican          | Theodore Roosevelt             |
| 27     | James S. Sherman      | New York        | 4 martie 1909      | 30 octombrie 1912  | Republican          | William H. Taft                |
| Vacant | Vacant                | Vacant          | 30 octombrie 1912  | 3 martie 1913      |                     | William H. Taft                |
| 28     | Thomas R. Marshall    | Indiana         | 4 martie 1913      | 3 martie           | Democrat            | Woodrow Wilson                 |
| 29     | J. Calvin Coolidge    | Massachusetts   | 4 martie 1921      | 2 august 1923      | Republican          | Warren G. Harding              |
| Vacant | Vacant                | Vacant          | 2 august 1923      | 3 martie 1925      |                     | Calvin Coolidge                |
| 30     | Charles G. Dawes      | Illinois        | 4 martie 1925      | 3 martie 1929      | Republican          | Calvin Coolidge                |
| 31     | Charles Curtis        | Kansas          | 4 martie 1929      | 3 martie 1933      | Republican          | Herbert Hoover                 |
| 32     | John N. Garner        | Texas           | 4 martie 1933      | 20 ianuarie 1941   | Democrat            | Franklin D. Roosevelt          |
| 33     | Henry A. Wallace      | Iowa            | 20 ianuarie 1941   | 20 ianuarie 1945   | Democrat            | Franklin D. Roosevelt          |
| 34     | Harry S. Truman       | Missouri        | 20 ianuarie 1945   | 12 aprilie 1945    | Democrat            | Franklin D. Roosevelt          |
| Vacant | Vacant                | Vacant          | 12 aprilie 1945    | 20 ianuarie 1949   |                     | Harry S. Truman                |
| 35     | Alben W. Barkley      | Kentucky        | 20 ianuarie 1949   | 20 ianuarie 1953   | Democrat            | Harry S. Truman                |
| 36     | Richard M. Nixon      | California      | 20 ianuarie 1953   | 20 ianuarie 1961   | Republican          | Dwight Eisenhower              |
| 37     | Lyndon B. Johnson     | Texas           | 20 ianuarie 1961   | 22 noiembrie 1963  | Democrat            | John F. Kennedy                |
| Vacant | Vacant                | Vacant          | 22 noiembrie 1963  | 20 ianuarie 1965   |                     | Lyndon B. Johnson              |
| 38     | Hubert H. Humphrey    | Minnesota       | 20 ianuarie 1965   | 20 ianuarie 1969   | Democrat            | Lyndon B. Johnson              |
| 39     | Spiro T. Agnew        | Maryland        | 20 ianuarie 1969   | 10 octombrie 1973  | Republican          | Richard Nixon                  |
| Vacant | Vacant                | Vacant          | 10 octombrie 1973  | 6 decembrie 1973   |                     | Richard Nixon                  |
| 40     | Gerald R. Ford Jr.    | Michigan        | 6 decembrie 1973   | 9 august 1974      | Republican          | Richard Nixon                  |
| Vacant | Vacant                | Vacant          | 9 august 1974      | 19 decembrie 1974  |                     | Gerald Ford                    |
| 41     | Nelson A. Rockefeller | New York        | 19 decembrie 1974  | 20 ianuarie 1977   | Republican          | Gerald Ford                    |
| 42     | Walter F. Mondale     | Minnesota       | 20 ianuarie 1977   | 20 ianuarie 1981   | Democrat            | Jimmy Carter                   |
| 43     | George H. W. Bush     | Texas           | 20 ianuarie 1981   | 20 ianuarie 1989   | Republican          | Ronald Reagan                  |
| 44     | J. Danforth Quayle    | Indiana         | 20 ianuarie 1989   | 20 ianuarie 1993   | Republican          | George H. W. Bush              |
| 45     | Albert A. Gore Jr.    | Tennessee       | 20 ianuarie 1993   | 20 ianuarie 2001   | Democrat            | Bill Clinton                   |
| 46     | Richard B. Cheney     | Wyoming         | 20 ianuarie 2001   | 20 ianuarie 2009   | Republican          | George W. Bush                 |
| 47     | Joe Biden             | Pennsylvania    | 20 ianuarie 2009   | 20 ianuarie 2017   | Democrat            | Barack Obama                   |
| 48     | Mike Pence            | Indiana         | 20 ianuarie 2017   | 20 ianuarie 2021   | Republican          | Donald Trump                   |
| 49     | Kamala Harris         | California      | 20 ianuarie 2021   | 20 ianuarie 2025   | Democrat            | Joe Biden                      |
| 50     | J.D. Vance            | Ohio            | 20 ianuarie 2025   | În funcție         | Republican          | Donald Trump                   |